# Tasca Racing
Tasca Racing è una squadra motociclistica fondata nel 2013.

## Storia
La squadra nasce in Italia nel 2013 con denominazione La Fonte Tasca Racing. È questo l'anno dell'esordio nel motomondiale, dove il team si presenta nella classe Moto3 con piloti l'italiano Alessandro Tonucci e il giapponese Hyuga Watanabe, ai quali affida una FTR M313 (moto marchiata come Honda nelle prime tre gare stagionali ai fini del campionato costruttori). Alessandro Tonucci ottiene come miglior risultato un dodicesimo posto al GP della Repubblica Ceca e termina la stagione al 26º posto con 6 punti. In questa stagione è costretto a saltare il Gran Premio della Malesia, Australia, Giappone e Comunità Valenciana per la frattura del polso destro rimediata nelle qualifiche del GP della Malesia. Hyuga Watanabe chiude la stagione al 28º posto, con miglior piazzamento registrato nella gara di casa in Giappone (15ª posizione).
Nel 2014 il team, passato nel frattempo sotto l'egida di una società inglese di ricerca e sviluppo motoristico, cambia il nome nell'attuale Tasca Racing Scuderia Moto2 e partecipa per la prima volta nella classe intermedia dei campionati del motomondiale. Tonucci e Watanabe lasciano il team, che per la nuova categoria si affida a Alex De Angelis, affidandogli una Suter MMX2. Il pilota sammarinese colleziona 37 punti nelle prime dieci gare, ma a partire dal Gran Premio della Repubblica Ceca passa in MotoGP per sostituire Colin Edwards nel team Forward Racing. Al suo posto viene scelto Riccardo Russo. Il pilota di Maddaloni, alla prima esperienza in Moto2, non completerà la stagione con Tasca Racing, lasciando il team dopo cinque gare senza ottenere alcun posizionamento utile in zona punti. La moto viene quindi affidata a Roberto Rolfo per gli ultimi due GP (Malesia e Comunità Valenciana).

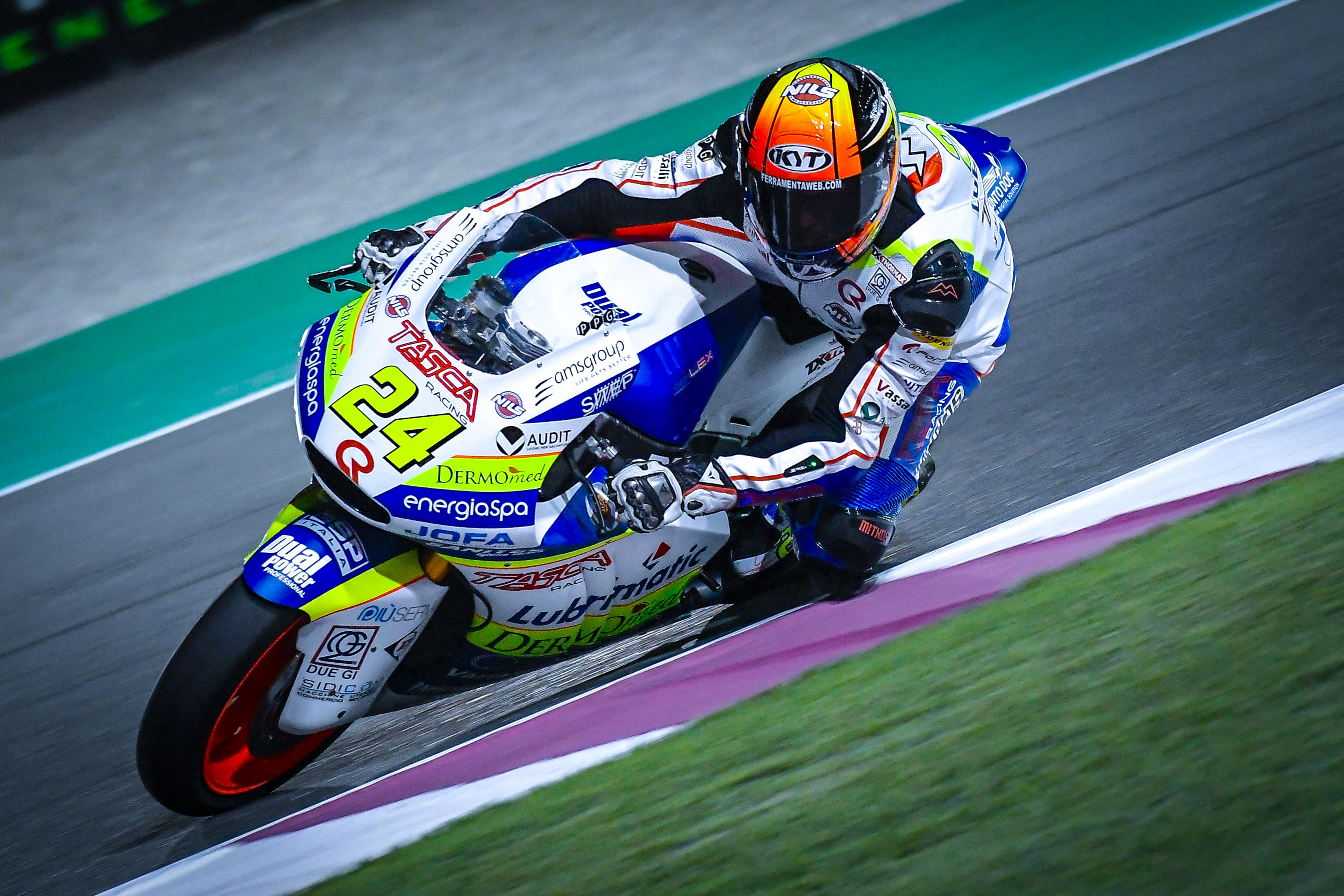
Simone Corsi al Losail International Circuit per la prima gara con Tasca Racing.

Il 2015 vede l'approdo in Tasca Racing di Louis Rossi. Il pilota francese, in sella a una Tech 3 Mistral 610, è costretto a saltare il Gran Premio di Spagna a causa di una frattura alla mano destra rimediata nelle qualifiche del GP. Dopo un nono posto nella gara iniziale al GP del Qatar, Rossi chiude la stagione arrivando venticinquesimo in classifica finale.
Per il motomondiale 2016 la scuderia affida la propria Kalex Moto2 ad Alessandro Tonucci (che torna al team Tasca Racing), alla prima esperienza nella categoria. Dopo le prime sei gare stagionali, dove Tonucci non riesce a conquistare punti per la classifica mondiale, il team sostituisce il pilota di Fano con l'australiano Remy Gardner, che colleziona il primo punto all'esordio in Moto2 grazie al quindicesimo posto registrato nel GP di Barcellona.
Il 23 settembre 2016, in occasione del GP d'Aragona, la squadra ufficializza il belga Xavier Siméon come pilota per la stagione 2017, che raccoglie il primo punto all'esordio nel GP del Qatar classificandosi quindicesimo.
Il 14 agosto 2017, in occasione del Gran Premio d'Austria, il team ufficializza Simone Corsi come pilota per il 2018, mentre il successivo 8 settembre annuncia la seconda moto per la stagione 2018 che viene affidata a Federico Fuligni. La stagione si conclude con il decimo posto in classifica squadre. Corsi chiude quattordicesimo in classifica piloti mentre Fuligni non ottiene punti.
Nel 2018, sempre in concomitanza con il Gran Premio d'Austria, il team conferma Simone Corsi anche per la stagione 2019, anno in cui il rider romano costituirà l'unica guida della scuderia. A luglio 2019 dopo il Gran Premio di Germania viene annunciata l'interruzione del rapporto tra Simone Corsi ed il team. Sarà sostituito da Mattia Pasini dal Gran Premio della Repubblica Ceca a Brno. Pasini stesso viene sostituito, in occasione del Gran Premio di Aragona, dal connazionale Gabriele Ruiu. La stagione, senza particolari acuti, si chiude al dodicesimo posto in classifica team.